# Trujillanos
Trujillanos – gmina w Hiszpanii, w prowincji Badajoz, w Estramadurze, o powierzchni 20,27 km². W 2011 roku gmina liczyła 1473 mieszkańców.